# 杜格拉斯·達·施華

杜格拉斯·達·施華（Douglas da Silva，1984年3月7日—），巴西足球運動員，司職後衛。

## 生涯
2009年7月31日，他和他的隊友涉嫌強姦被關押在哥德堡蘭德維特機場，之後球隊擊敗當地的球隊哥德堡，目前的對手是與阿積士及弗賴堡。